# After Appleby
After Appleby ist ein Musikalbum von Evan Parker, Barry Guy, Paul Lytton und Marilyn Crispell. Die am 28. Juni im Gateway Studio, London (Disc 1) und am 29. Juni 1999 live im Veranstaltungsort Vortex, London (Disc 2), entstandenen Aufnahmen erschienen 2000 auf Leo Records.

## Hintergrund
Evan Parker, Barry Guy und Paul Lytton hatten mit der Pianistin Marilyn Crispell 1996 ein erstes gemeinsames Album eingespielt, Natives and Aliens, das bei Leo Records erschien. Drei Jahre später, im Juni 1999, kamen die vier Musiker für After Appleby erneut zusammen, für ein Doppelalbum, das etwa eine Stunde Studio-Sessions mit einer fast 70-minütigen Live-Performance kombinierte. In den längeren Titeln ist das ganze Quartett zu hören, in den anderen wechseln sich verschiedene Besetzungen der Musiker ab.

## Titelliste
- Evan Parker / Barry Guy /  Paul Lytton and Marilyn Crispell: After Appleby (Leo Records CD LR 283/284)[1]

CD 1 Studio Recording
1. Warp (Guy, Crispell) 3:38
2. Blue Star Kachina (Guy, Parker, Crispell, Lytton) 20:05
3. Wax (Crispell, Lytton) 2:57
4. Falcon's Wing (Guy, Parker) 2:54
5. Wane (Crispell, Lytton) 3:10
6. Weft (Guy, Crispell) 2:32
7. Where Heart Revive (Guy, Parker, Crispell, Lytton) 25:14
8. Tchefit (Guy, Parker) 3:05

CD 2 Live Recording
1. Capnomantic Vortex (For David Mossman) (Guy, Parker, Crispell, Lytton) 51:36
2. Fond Farewell (Guy, Crispell, Lytton) 15:59

ä  (applause) 0:20

## Rezeption

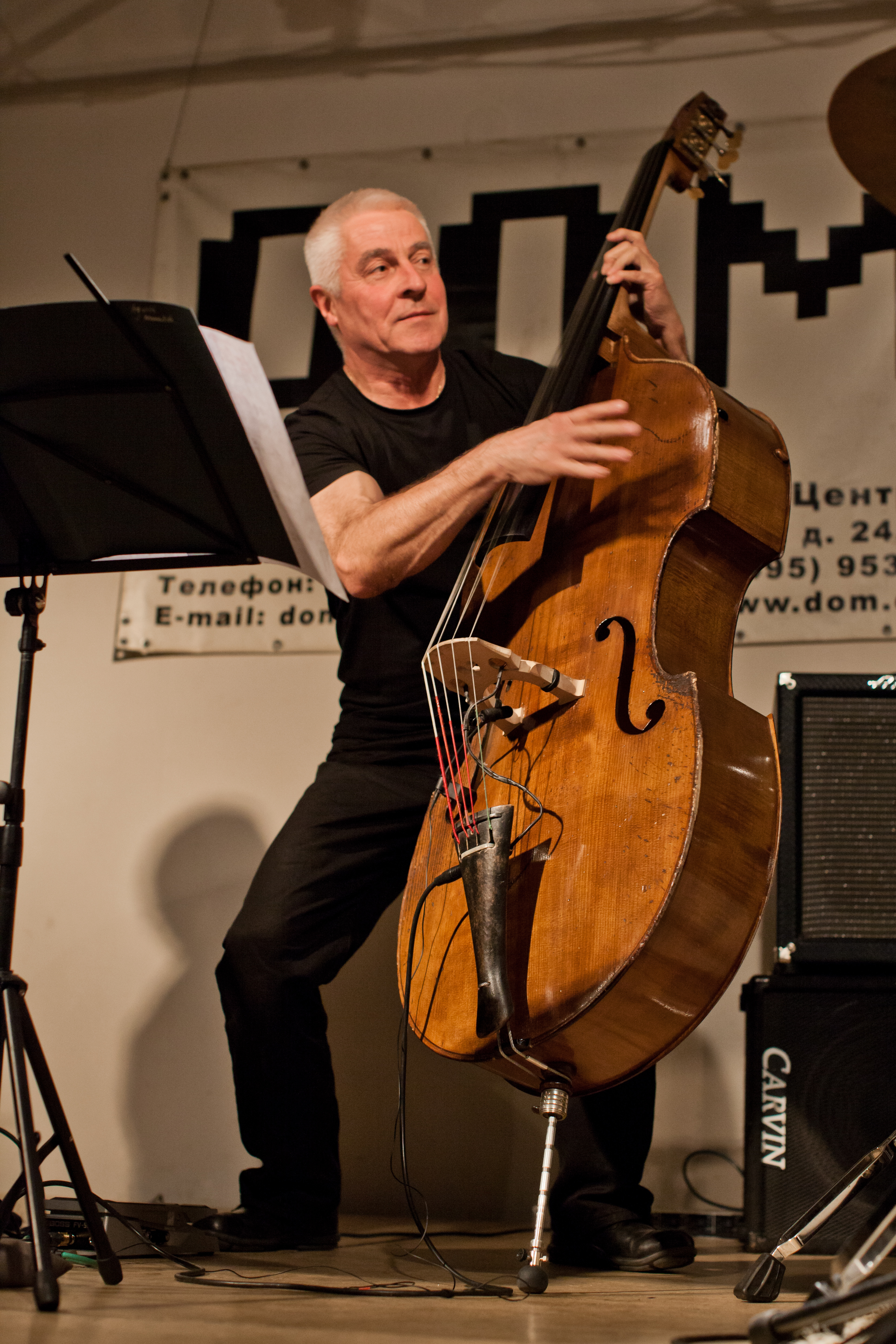
Barry Guy (2013)

Steve Loewy verlieh dem Album in Allmusic vier Sterne und lobte, dies sei ein großartiges Quartett. Während Lytton und Guy  seit langem mit Parker zusammengearbeitet hätten, sei die Hinzufügung der Pianistin eine willkommene Ergänzung und würden dem Geschehen zusätzliche Tiefe verleihen. Crispell könne mit Haufen von Tönen flüchtig über die Tastatur spritzen, zeige aber auch eine lyrische Seite, die erhebliche Tiefe aufweise. Alle vier Musiker seien hier in perfekter Form.
Das Idiom, das die vier Musiker gemeinsam auf Natives and Aliens 1996 etabliert hätten, sei hier noch tiefer und ausdrucksvoller zu hören, schrieb Phil Freeman (Burning Ambulance). Auf dem 20-minütigen „Blue Star Kachina“ würee Parker zu einem scheinbar endlosen Sopransaxophon-Flug abheben, kreisend atmend, was er könne, während Crispell unter ihm dunkles Grollen erzeuge, Guy sich wie ein stöhnender Wiedergänger verbeuge und Lyttons Becken wie Fensterlädenin einem Hurrikan klapperten.
After Appleby sei das Werk eines kraftvollen Trios mit der Pianistin Marilyn Crispell, das sich zu einer festlichen Vereinigung hochmoderner Improvisatoren entwickelt habe, schrieb Glenn Astarita in All About Jazz. Eine „Supergruppe für das Zeitalter der modernen Musik“ würde  Musik hervorbringen, die so ziemlich die Ränder jeder erdenklichen Richtung des intuitiven Expressionismus umschiffen, zusammen mit herzhaften Einschüben antagonistischen Zusammenspiels und subtilen Themen. Im Wesentlichen würde die allgemeine Synergie und Ausgewogenheit der Musiker dem Zuhörer ein durch und durch stimmiges und etwas ehrfurchtgebietendes Porträt von erstklassiger Handwerkskunst bieten. Die Interpreten begegneten wechselnden Themen durchgehend mit Taktiken, die sich nahtlos in neue Gebiete entwickelten oder vielleicht einem Dominoeffekt ähnelten, der sich ohne erwartetes Ende immer wieder erneuere.